# 普契尼音乐节

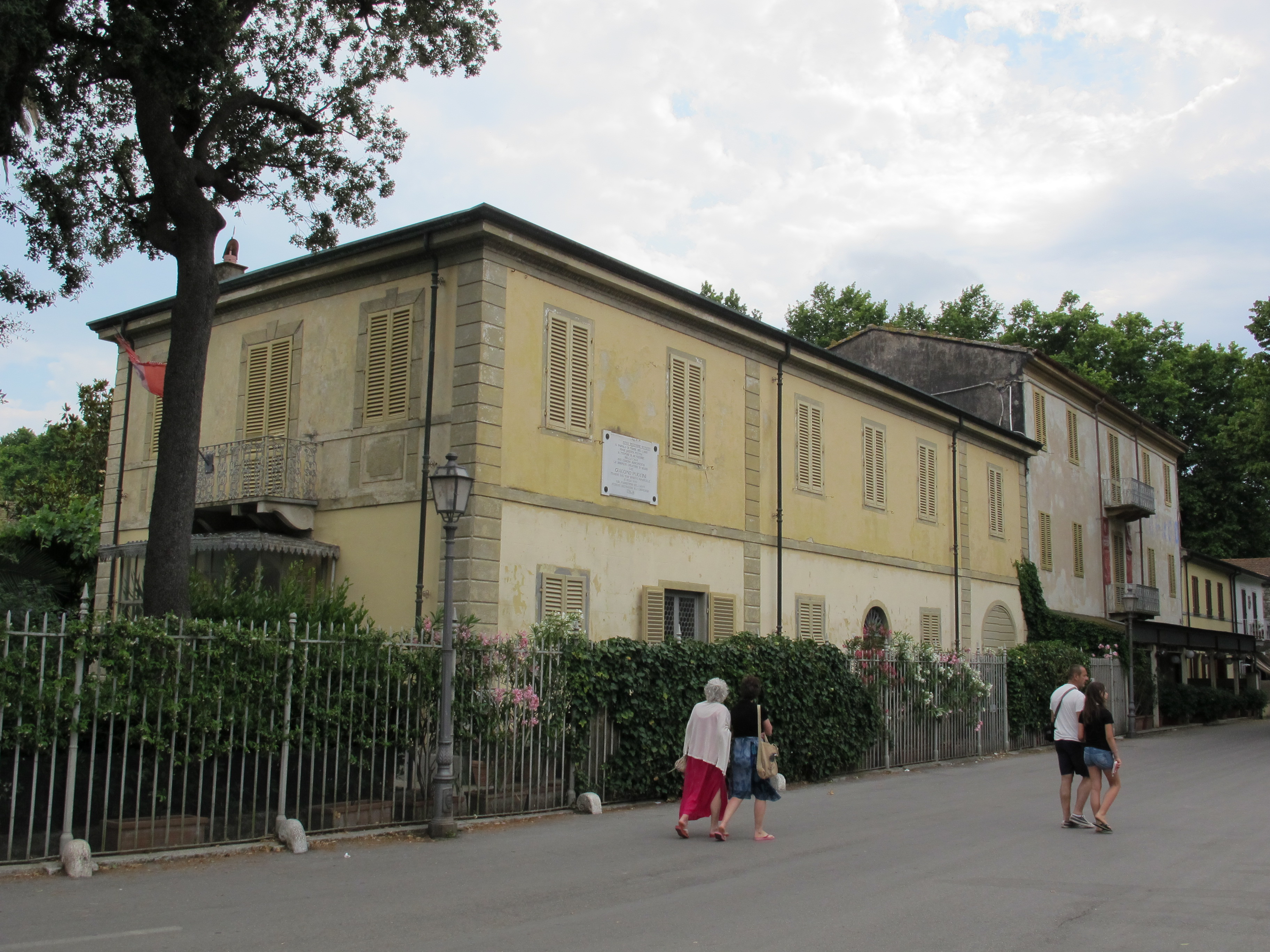
普契尼庄园

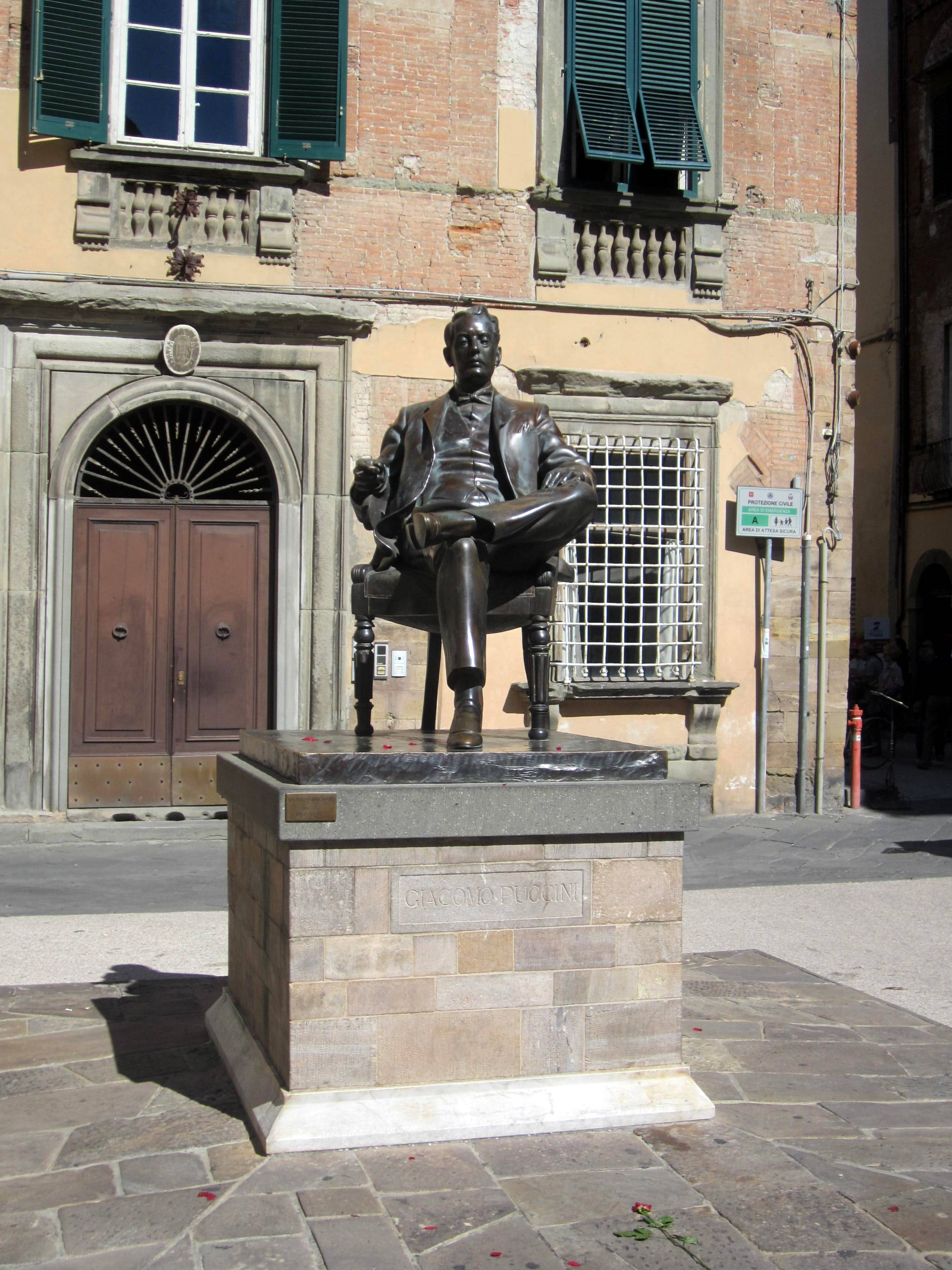
位于卢卡的普契尼雕像

普契尼音乐节（英語：Festival Puccini）是一个每年在夏天七八月份时举办歌剧节，用以演出著名意大利作曲家贾科莫·普契尼谱写的歌剧。
音乐节举办地点是在普契尼的出生地，意大利托瑞德拉古（Torre del Lago），一座位于 Massaciuccoli湖和第勒尼安海之间的小城，离维亚雷焦海滩约4公里，离比萨和卢卡约18公里。
每年音乐节都会上演四到五幕剧目。每年都有四万人前往露天的剧院“四千人剧院”（Teatro dei Quattromila，以其座位容量命名，虽然实际上座位其实要少一些），就在普契尼庄园博物馆附近。该庄园由普契尼于1900年建造，随后一直住在那里。1921年，因为湖受到污染，使得他被迫去维亚雷焦居住。与他的其他家庭成员一样，普契尼葬在庄园一个小礼拜堂里。在他死后小礼拜堂就改造成了一个陵墓。